# Hermel
Hermel  (in arabo  الهرمل‎?, al-Hirmil) è una città del Libano, di circa 23 000 abitanti, capoluogo del distretto di Hermel. Si trova nel nord del paese a circa 140 km da Beirut.
Hermel si trova nella parte più settentrionale della valle della Bekaa, lungo la riva sinistra del fiume Oronte, in una zona in cui il fiume scorre molto velocemente e forma varie rapide e cascate sulle quali viene praticato il rafting.
Nei pressi di Hermel si trovano alcuni siti di interesse turistico e archeologico:
- la piramide di Hermel, ubicata a circa 4 km a sud-est di Hermel. Si tratta di un obelisco a base quadrata alto 27 metri, che trovandosi su una collinetta, risulta visibile da vari chilometri di distanza. Tre delle sue facce sono scolpiti con scene di caccia, che suggeriscono possa costituire una tomba, probabilmente, di un principe siriano del I o II secolo a.C.
- il monastero di Mar Marun che si trova a circa 5 km a sud di Hermel, su un costone roccioso lungo il fiume Oronte. È una costruzione a tre livelli che sarebbe stata utilizzata come rifugio temporaneo dai successori di San Marone, fondatore della chiesa maronita nel V secolo d.C.

Hermel è sede di un centro di primo soccorso della Croce Rossa libanese.

## Amministrazione

### Gemellaggi
Hermel è gemellata con:
- Pavia
- Grenoble